# Honda Civic (девятое поколение)
Honda Civic (рус. Хо́нда Сиви́к) — большое и разнообразное семейство легковых автомобилей, выпускаемое японской компанией Honda Motor с 1972 года.
Из-за низкого спроса, ещё в конце 2010 года продажи Civic в Японии прекратились. Так что у себя на родине автомобили девятого поколения представлены не были. Тем не менее завод Honda в Судзуке продолжал их производство для поставки на экспорт.
Весной 2011 года Civic нового поколения был впервые показан в Нью-Йорке в традиционном для Америки исполнении с кузовами седан и купе, их спортивными версиями Civic Si, а также гибридный седан Civic Hybrid. Осенью седан был представлен в Китае, а пятидверный хетчбэк в Европе. В 2013 году в Европе был показан, вновь появившийся в семействе универсал Civic Tourer, а через год в 2014-м появилась заряженная пятидверка Civic Type R.
В течение 2012 года седан Civic девятого поколения был представлен в Бразилии, Малайзии, Индонезии, Турции, Пакистане и других важных для компании Honda рынках. И только на излёте карьеры осенью 2015 года ограниченная партия, всего 750 штук, спортивных Civic Type R была поставлена из Европы в Японию.

## Кузов и оборудование
Как и ранее, американские седан и купе и европейские хетчбэк и универсал сильно отличались друг от друга, как по общей компоновочной схеме, так и по техническому содержанию.

### Седан и купе
Выполненные в стиле «единого движущегося объекта» (one-motion), практически однообъёмные, обе модели, седан и купе, стали ниже и шире. Выдвинутое вперёд лобовое стекла в более тонком обрамлении улучшило обзорность, а сдвинутые назад центральные стойки придали стремительные черты силуэту автомобилей. Традиционно, седан имел более утончённый вид, когда как более короткое купе, с оригинальным оформлением передка и задней части, выглядело динамичнее.

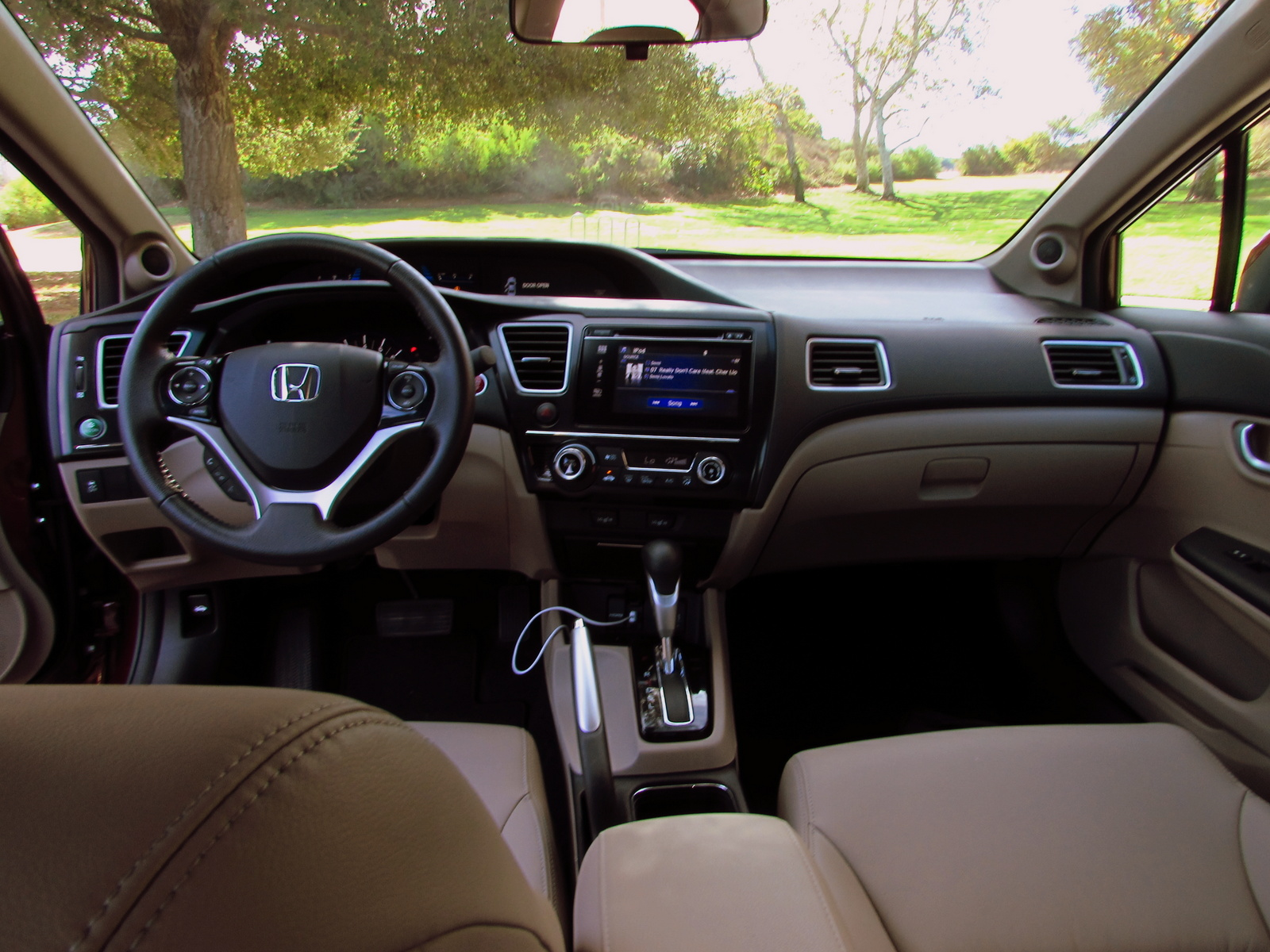
Интерьер седана Honda Civic

В салоне сохранились двухэтажные приборы. На расположенный выше и дальше второй экран выводилась наиболее важная информация, такая как скорость автомобиля. Расположенный ближе к линии взгляда на дорогу этот прибор меньше утомлял водителя. Рядом с указателем скорости располагался дисплей бортового компьютера, на котором отображалась разнообразная информация, управлять появлением которой можно было кнопками на руле. Автомобили получили новую аудиосистему с возможностью подключения к ней сотового телефона и улучшенную навигационную систему с голосовым управлением.
На 10% более жёсткий кузов, сделанный большей частью из высокопрочной стали, благодаря особым образом спроектированному каркасу обеспечивал хорошую защиту пассажиров. Автомобили оборудовались фронтальными подушками безопасности с двухступенчатым наполнением, боковыми подушками и шторками безопасности, а также всеми необходимыми электронными системами стабилизации движения. Благодаря тому, что капот и передние крылья Civic легко деформировались при контакте, травмы пешехода при наезде сводились к минимуму. Всё это позволило сначала седану, а затем и купе получить высшие оценки за безопасность от Страхового института дорожной безопасности США (IIHS).

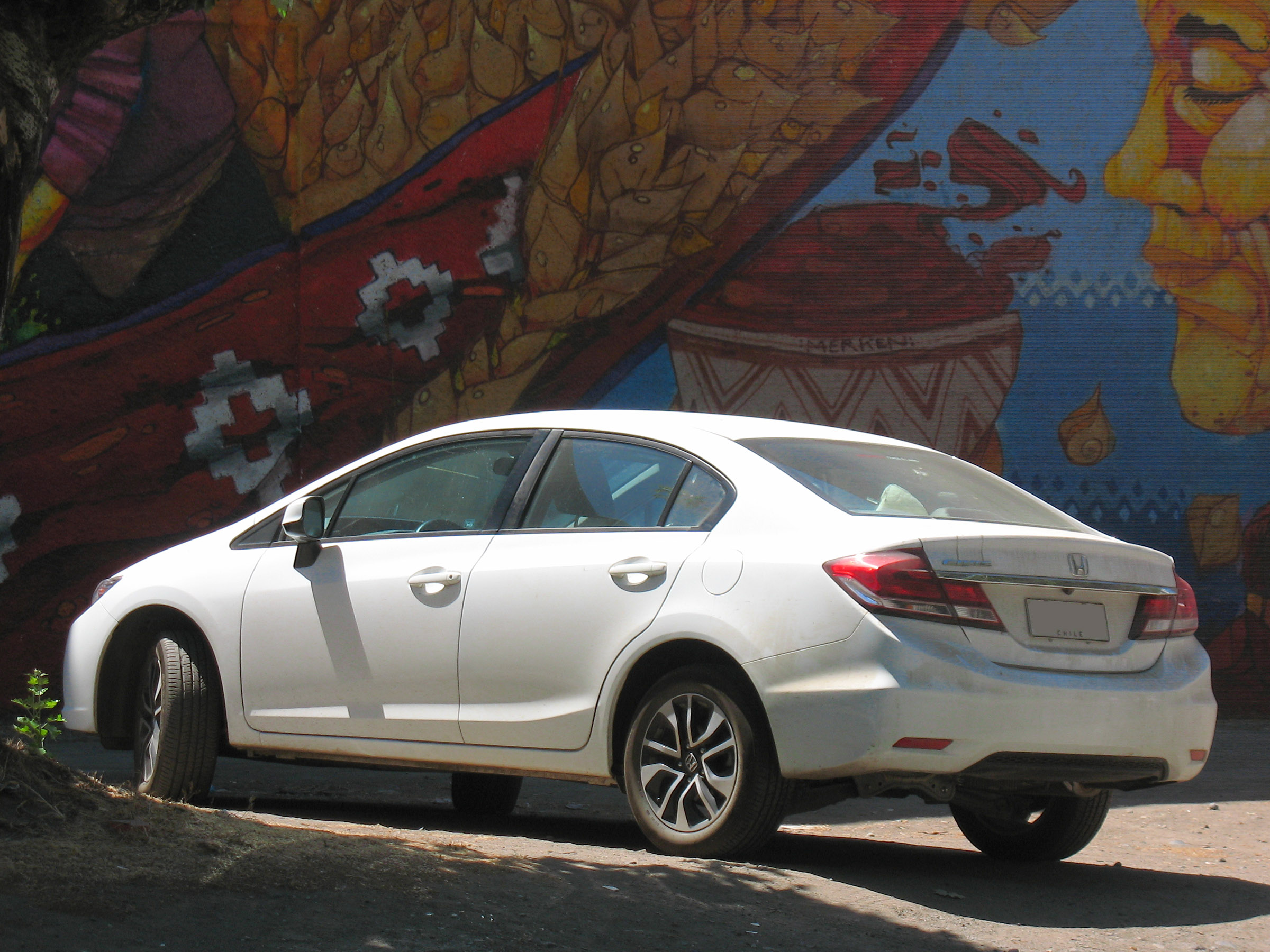
Седан Honda Civic с новыми задними фонарями

Уже на следующий год после появления, осенью 2012 года седан получил ряд обновлений. Так, была серьёзно изменена передняя часть автомобиля, включая капот, а также бампер и решётку радиатора, на которой стало больше хрома. Изменения сзади были не менее масштабными, помимо иной крышки багажника седан получил полностью новые фонари. В обновлённом, теперь выглядевшем качественнее и дороже салоне обеих моделей стало больше мягких материалов в отделке, была серьёзно усилена шумоизоляция, появилась новая мультимедийная система. Седан и купе теперь стандартно оборудовались камерой заднего вида с линиями разметки, хорошо помогавшими при парковке. Впервые для Civic стали доступны такие помощники водителя, как системы предупреждение о столкновении и выходе за пределы полосы движения.
В 2013-м дошла очередь до модернизации купе. Модель получила новый более агрессивный передок и немного изменённую заднюю часть. Новые наружные зеркала заднего вида и большей размерности колёса дополнили спортивный вид автомобиля. В салоне обеих моделей, и седана и купе, появились новые материалы и цвета в отделке, дорогие версии получили 7-дюймовый сенсорный экран на консоли, настраиваемое с помощью электропривода водительское кресло, бесключевой доступ и запуск двигателя кнопкой. Безопасность была повышена за счёт появления системы контроля слепых зон слева и справа и доступным по заказу автоматическим переключателем дальнего света фар.

### Хетчбэк
Команда инженеров под руководством Мицуру Кария (Mitsuru Kariya) работая над новым европейским пятидверным хетчбэком Civic постаралась сохранить особенности предыдущей модели, такие как оригинальный внешний вид и просторный салон, улучшив их по всем параметрам. Прежний футуристический образ автомобиля в целом стал элегантнее. Новый Civic немного разросся вширь и стал чуть ниже. Он получил адаптивные фары и оригинальную комбинацию задних фонарей, оптимизированную для лучшей видимости и обтекаемости. Компоновка с центральным, под передними сиденьями расположение бензобака, освобождающая много пространства сзади, осталась неизменной.

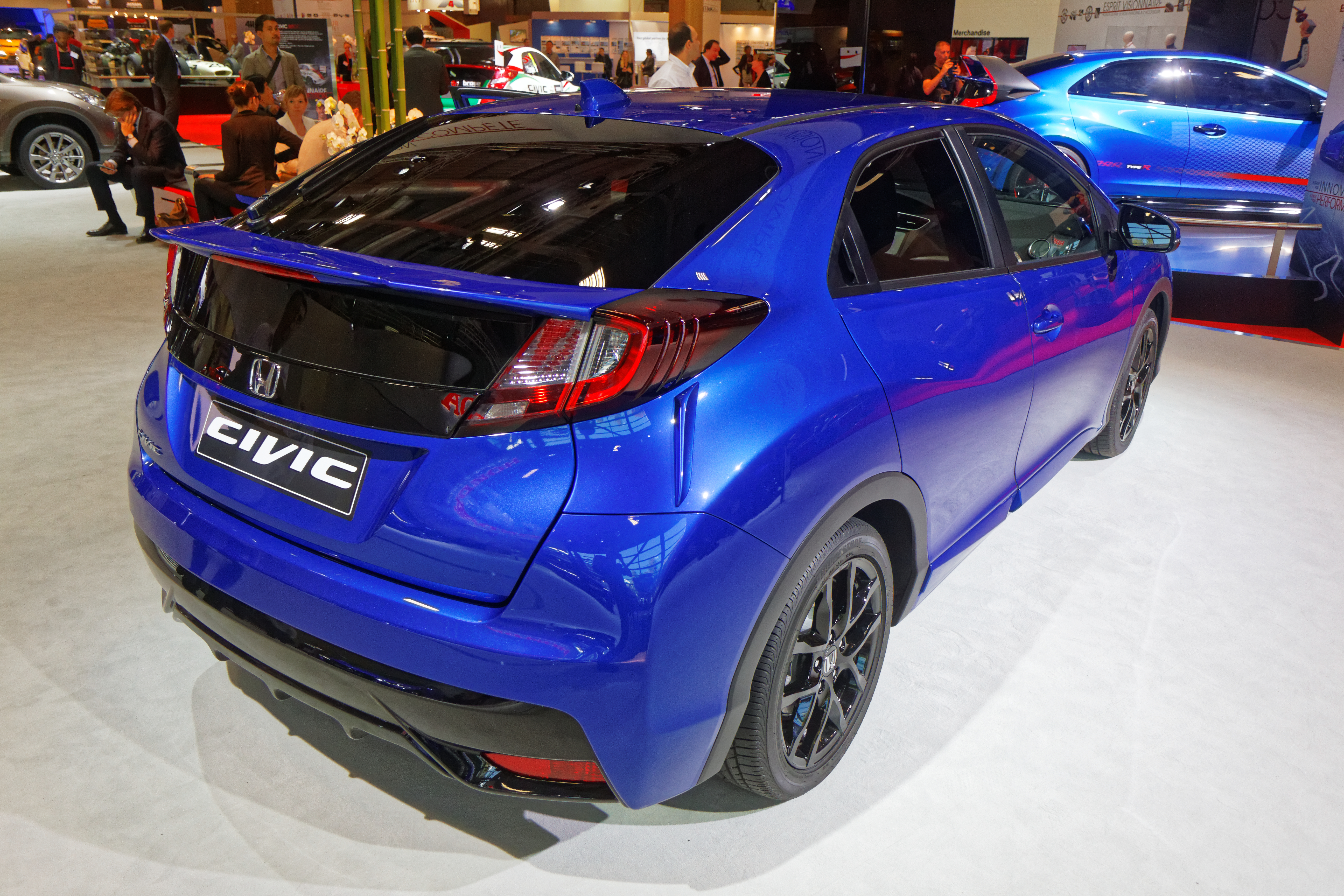
Хетчбэк Honda Civic с новым оформлением задней части

Большое внимание было уделено аэродинамике новой модели. Причём, важно было не только добиться хорошей обтекаемости, но и обеспечить устойчивость автомобиля на высокой скорости. С этой целью всё днище, от переднего до заднего бампера, включая заднюю подвеску, закрыто множеством специальной формы аэродинамических щитков. Аэродинамической эффективности также способствовали автоматически закрывающиеся шторки радиатора у дизельной модели, на 10% снижавшие сопротивление воздуха в отдельных режимах движения.
Большинство изменений в салоне были направлены на улучшения его восприятия. Все ручки и рычаги управления расположены в зоне наиболее комфортной доступности. По-прежнему осталась двухэтажная панель приборов, у которой наиболее важная информация о движении автомобиля выводилась на верхний экран, расположенный ближе к точке естественной фокусировки взгляда водителя. Водительское кресло имело регулируемый поясничный подпор и валики боковой поддержки сиденья. Специальный насос надувая их обеспечивал комфортную посадку как солидным, так и более стройным водителям.
Объём багажного отделения хетчбэка Civic составлял 401 литр, и мог быть увеличен за счёт 76-литрового «подполья» под настилом. Ещё одно отделение для перевозки вещей длиной 1600 и шириной 1350 миллиметров легко получалось на месте откинутых вверх подушек заднего сиденья.
Прочный, специальным образом спроектированный кузов со множеством подушек безопасности внутри и обилие электронных систем, помогавшим водителю в управлении, позволили хетчбэку завоевать максимальные пять звёзд в Европейском тесте на безопасность.
Осенью 2014 года хетчбэк и универсал получили ряд внешних и внутренних обновлений. Немного изменённый передок с новыми фарами сделал образ моделей более спортивным. Задние фонари хетчбэка стали светодиодными и выглядели теперь не столь радикально. Обе модели получили сиденья с новой отделкой, новое оформление передней панели и дверей, а также обновлённую медиасистему. Все автомобили стали стандартно оборудоваться системой автоматического торможения, позволявшей избежать или смягчить последствия столкновений на малых, до 30 километров в час скоростях.

### Универсал

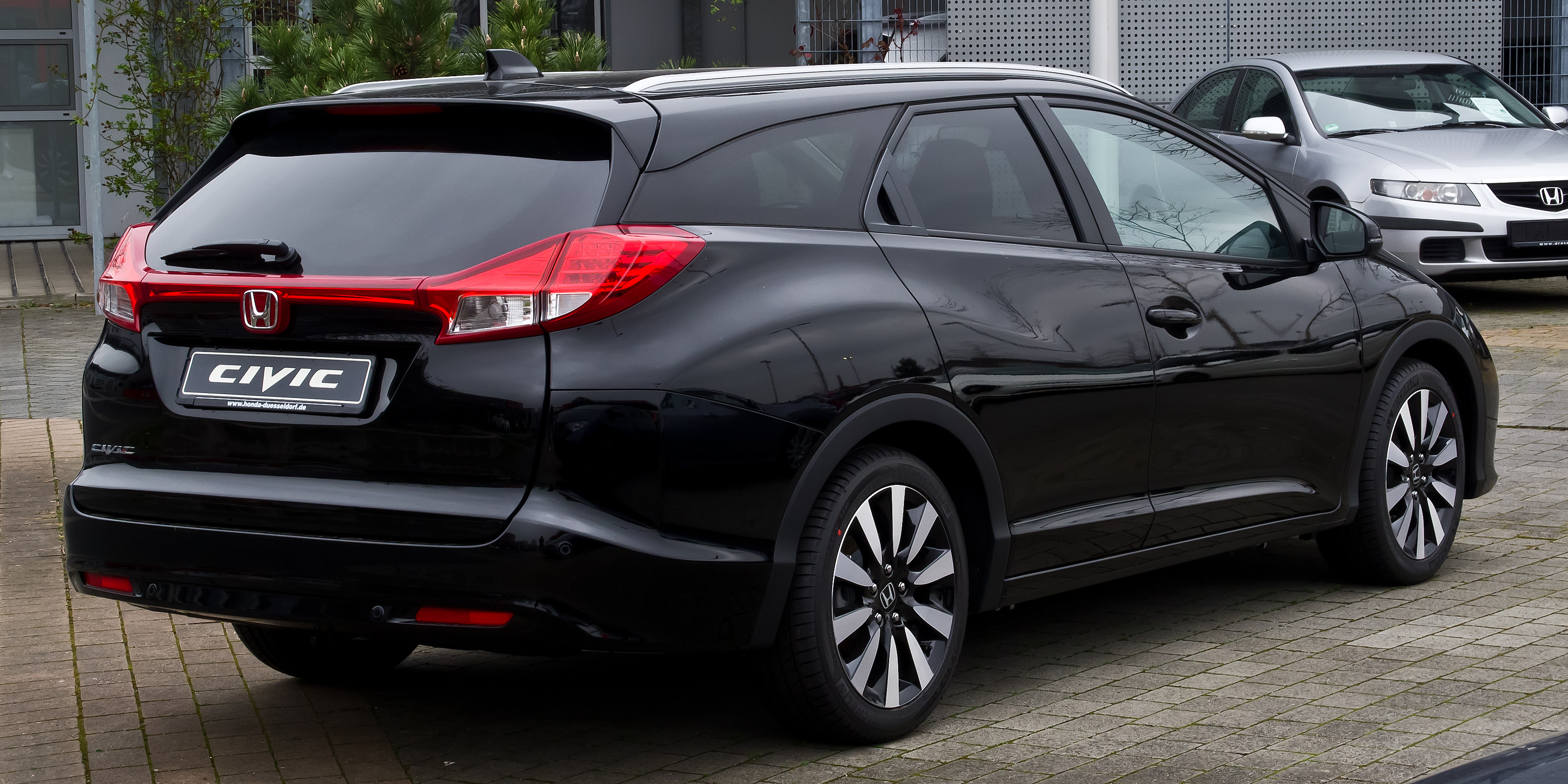
Honda Civic Tourer

Универсал Civic Tourer был разработан европейским проектным подразделением Honda специально под потребности местных покупателей. Автомобиль сохранил компоновку хетчбэка с центральным расположением бензобака и в целом его обтекаемый динамичный вид, но безусловно со своими собственными чертами. Основное внимание разработчиков было направлено на создание премиально выглядящей задней части, которая бы не портила спортивный облик автомобиля. Помимо создания стремительного силуэта большие усилия были предприняты по улучшению обтекаемости. Так появились окружающие заднее стекло верхний и боковые спойлеры, должным образом направляющие потоки воздуха.
Даже несмотря на то, что универсал немного длиннее хетчбэка, Civic Tourer оставался одним из самых компактных автомобилей в своём классе. Тем не менее он предлагал за спинками заднего сиденья багажник объёмом 624 литра под шторкой его закрывающей. При необходимости заднее сиденье складывалось одним легким движением, а пол багажника был приподнят, что создавало абсолютно ровную поверхность огромного багажника объёмом до потолка 1668 литров. При всём при этом салон по-прежнему оставался очень просторным. Подушки задних сидений также можно откинуть вверх, освободив достаточно места для перевозки высоких предметов. Разделённое в пропорции 60:40 сиденье позволяло перевозить и людей и вещи, а также создавало альтернативное грузовое пространство, если доступ в багажник через заднюю дверь был ограничен. Под полом багажника имелся отсек объёмом 75 литров, который возрастал до 117 литров, если пол был приподнят. Стандартным оборудованием Civic Tourer стали практичные рейлинги на крыше.
С появлением универсала был расширен набор продвинутых систем помощи водителю, устанавливаемых на европейские Civic. В дополнение к системе, предупреждающей о возможном столкновении, появились автотормоза, срабатывающие на низкой, до 32 километров в час скорости, и автоматически останавливающие автомобиль при возникновении препятствия. А также, система распознавания дорожных знаков, которая отображала их прямо на панели приборов перед водителем. У систем контроля слепых зон появилась способность даже при движении задом предупреждающая водителя о проезжавших мимо автомобилях.

## Двигатели и трансмиссия

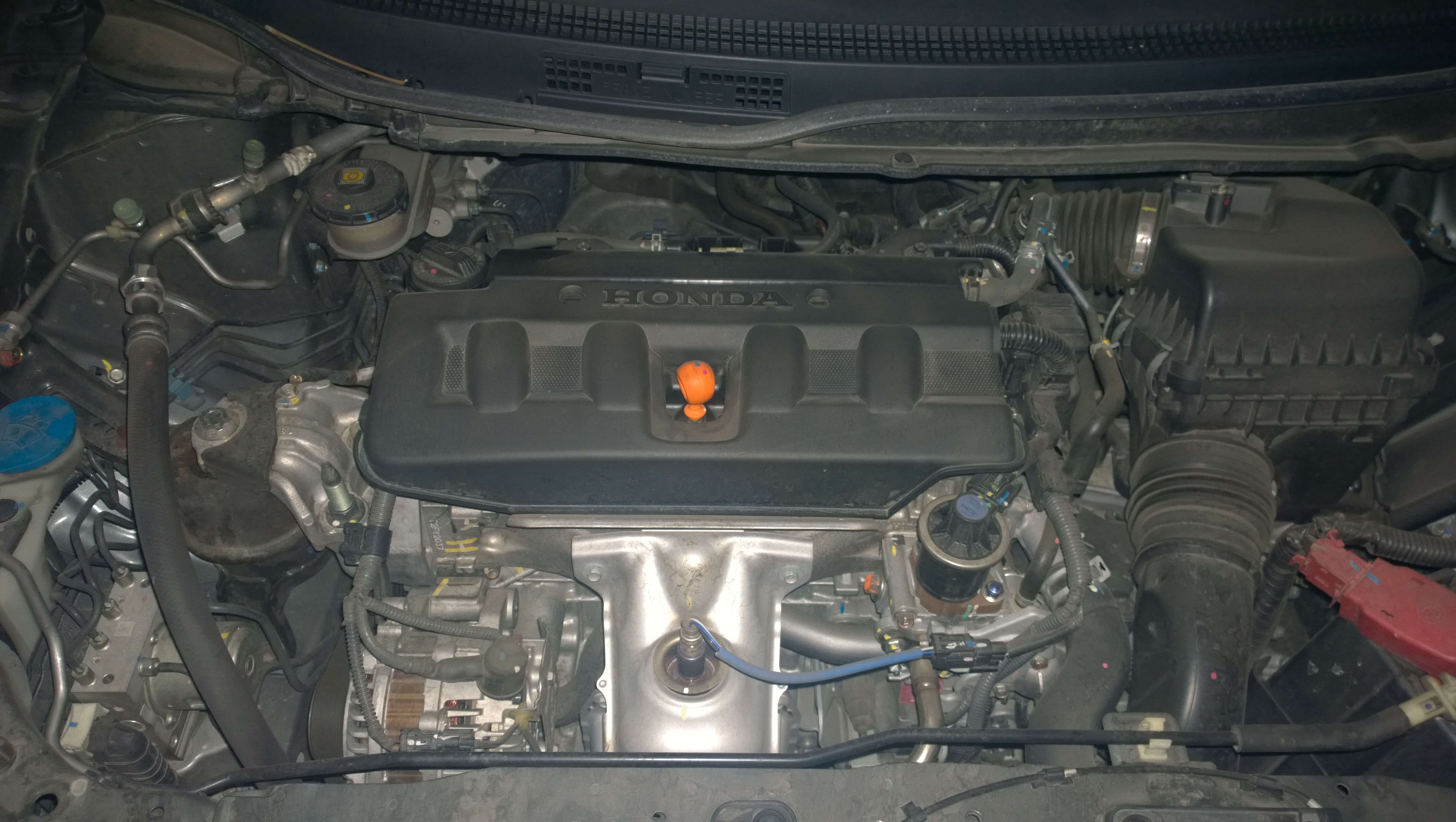
Двигатель Honda R18Z1

Большинство моделей Civic девятого поколения, как седан и купе, так и хетчбэк с универсалом оснащались проверенным 1,8-литровым бензиновым двигателем Honda серии R. Двигатель был облегчен, уменьшены его внутренние потери.
У американских седана и купе двигатель агрегатировался либо с механической пятиступенчатой коробкой передач, либо  с автоматической, также пятиступенчатой, которая вскоре была заменена на вариатор. Он имел больший диапазон изменения переданного отношения, что улучшало динамику разгона и снижало расход топлива. По желанию, водитель мог сам «переключать» семь фиксированных передач с помощью подрулевых рычажков. Если же он ошибался, например «перекручивая» двигатель, автоматика тут же брала управление на себя.
Для желающих сэкономить в Европе предлагался хетчбэк с 1,4-литровым бензиновым мотором Honda серии L. Также, только на европейские автомобили можно было заказать 2,2-литровый турбодизель Honda серии N. Этот шестнадцатиклапанный двигатель с двумя верхними распредвалами и дополнительным балансирным валом имел аккумуляторную систему подачи топлива и непосредственный впрыск, регулируемый турбонаддув и промежуточный охладитель воздуха. Специальный сажевый фильтр не допускал попадания твёрдых частиц выхлопа в воздух. Позже он был заменён на меньший 1,6-литровый дизельный двигатель той же серии. За счёт тщательной проработки конструкции его вес удалось снизить почти на 50 килограммов по сравнению с предшественником.
Европейские автомобили комплектовались шестиступенчатой механической коробкой передач. В ней были изменены передаточные числа высших передач, усилены синхронизаторы на низших. С целью адаптации к работе со старт-стоп системой сцепление стало включаться более плавно. На автомобили с 1,8-литровым мотором можно было заказать пятиступенчатую автоматическую трансмиссию. За счёт некоторых изменений в конструкции и оптимизации управления она стала на 2% экономичнее.
Все европейские автомобили стандартно оборудовались системой старт-стоп, которая с целью снижения расхода топлива выключала двигатель даже при кратковременной остановке. Исследования показали, что это часто вызывало раздражение водителей, так что инженеры Honda приложили основные усилия к созданию очень мягко и аккуратно работающей системы.
Ещё одним способом, позволяющим экономить до 15% топлива, было изменения стиля вождения. Новый Civic был оборудован помощником по экономии (Eco Assist), который за счёт изменения подсветки спидометра подсказывал водителю более экономичный режим вождения. А при нажатии специальной зеленой кнопки на панели, изменялся режим работы электронной педали газа и кондиционера, что ещё больше снижало расход горючего.
| Двигатели  | Двигатели          | Двигатели           | Двигатели                        | Двигатели                   | Двигатели |
| ---------- | ------------------ | ------------------- | -------------------------------- | --------------------------- | --------- |
|            | рабочий объём, см³ | цилиндров/ клапанов | мощность, л. с./ обороты, об/мин | момент, Нм/ обороты, об/мин | страна    |
| Бензиновые |                    |                     |                                  |                             |           |
| L13Z       | 1339               | 4-цил./16-кл. SOHC  | 100/6000                         | 127/4800                    | Европа    |
| R18Z1      | 1799               | 4-цил./16-кл. SOHC  | 142/6500                         | 174/4300                    | Весь мир  |
| Дизельные  |                    |                     |                                  |                             |           |
| N16A1      | 1597               | 4-цил./16-кл. DOHC  | 120/4000                         | 300/2000                    | Европа    |
| N22B       | 2199               | 4-цил./16-кл. DOHC  | 150/4000                         | 350/2000                    | Европа    |

## Ходовая часть
Как у седана, так и у купе осталась полностью независимая подвеска, спереди со стойками типа Макферсон и пружинная многорычажная сзади. Характеристики подвески были настроены на спортивное вождение, обеспечивая при этом вполне комфортабельную езду.
В процессе плановой модернизации, шасси этих моделей было перенастроено. Электроусилитель реечного рулевого управления получил новую программу работы. В нём, а также в элементах подвески было снижено трение, в том числе за счёт применения покрытых тефлоном сайлентблоков. Более жёсткие колёса, пружины и увеличенного диаметра стабилизаторы спереди и сзади улучшили поведение автомобилей в поворотах. Для повышения стабильности торможения седан и купе в максимальных комплектациях получили большего диаметра передние тормозные диски.
Передняя подвеска хетчбэка со стойками типа Макферсон получила новую геометрию, что в сочетании с перенастроенным электроусилителем руля придали больше линейности управлению. Задняя подвеска со скручивающейся балкой нового Civic была полностью переработана. Главной целью всех изменений было стремление повысить устойчивость движения автомобиля на высокой скорости, но без ущерба для комфорта. Для этого в ней применили наполненный жидкостью опоры крепления подвески к кузову. Это уникальное для автомобиля такого класса решение, помимо улучшения ходовых свойств, позволило снизить передачу ударов и вибрации на кузов.
Все модели Civic стандартно оснащались антиблокировочной системой (ABS), дополненной электронной системой распределения тормозных сил (EBD), которая изменяла их соотношение между передними и задними колесами для достижения максимальной эффективности и стабильности торможения. Спереди и сзади у автомобилей установлены нового типа и размерности дисковые тормоза. Только некоторые версии седана в простейшей комплектации оборудовались задними барабанными тормозными механизмами.

## Civic Type R, Civic Si
Гоночный автомобиль, приспособленный для обычных дорог, Civic Type R был самым мощным и быстрым среди всех спортивных автомобилей Honda того времени.

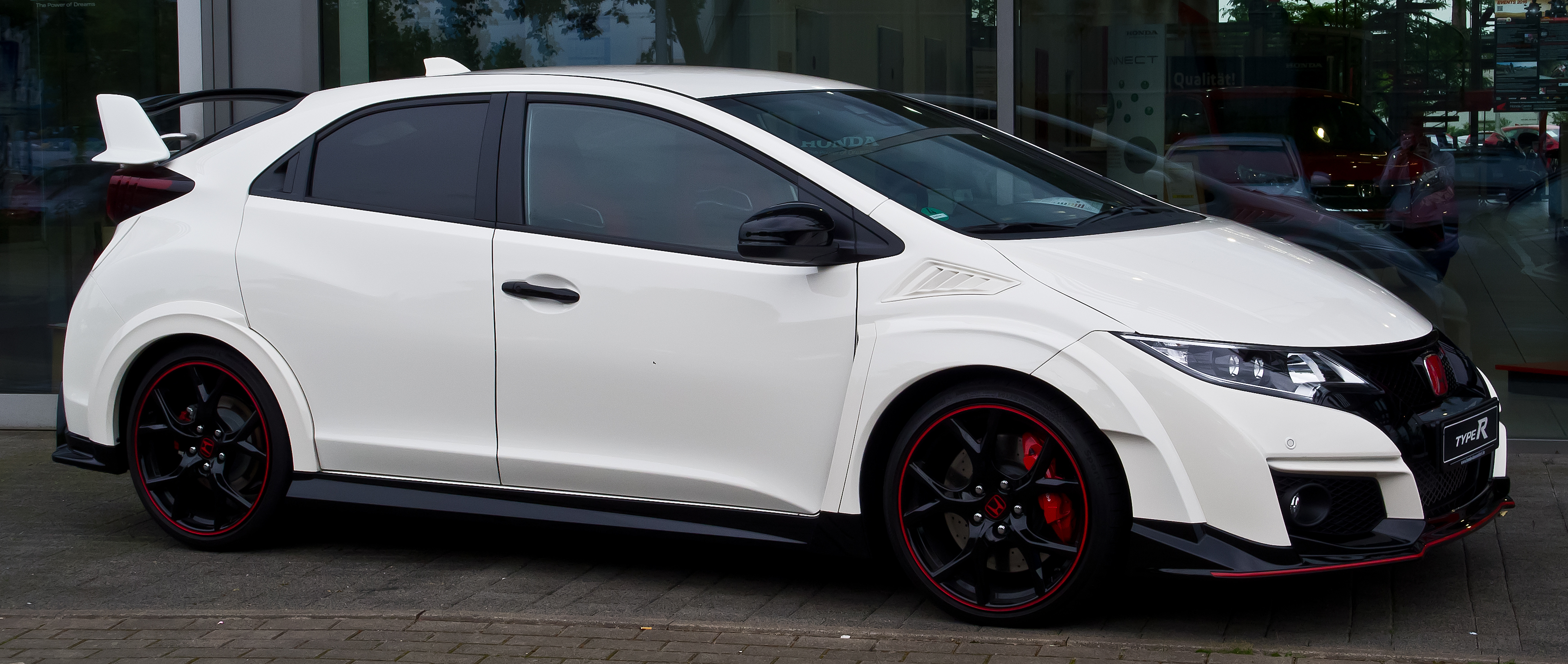
Honda Civic Type R

Он оснащался новейшим бензиновым турбодвигателем с непосредственным впрыском топлива, который разгонял модель до 100 километров в час за 5,7 секунды и обеспечивал максимальную скорость 270 километров в час. Использование специально настроенной фирменной системы изменения фаз газораспределения и высоты подъёма клапанов VTEC позволило применить более простую по конструкции турбину. Двигатель агрегатировался со специальной короткоходной механической коробкой передач, позволявшей переключать передачи очень быстро. Встроенный самоблокирующийся дифференциал, благодаря лучшему распределению тяги между колёсами, существенно увеличивал скорость прохождения поворотов. В дополнение ко всему, автомобиль оборудовался специально настроенной выхлопной системой, выдававшей мощный, но не превышающий допустимые пределы звук.
В полностью оригинальной передней подвеске, хотя и использовалась пружинная стойка, колесо поворачивалось вокруг двух, верхнего и нижнего шарниров, а не стойки, которая обеспечивала только вертикальные перемещения. Такая конструкция в два раза снижала усилие на руле, а также позволяла использовать другие углы установки колёс. В сочетании с лёгким алюминиевым поворотным кулаком и общим повышением жёсткости всех элементов подвески, точность управления автомобилем возросла существенно. В полунезависимой задней подвеске использовалась новая поперечина переменного профиля, что позволило отказаться от стабилизатора поперечной устойчивости. В реечном рулевом управлении была применена ещё одна оригинальная конструкция с двумя ведущими шестернями. Одна передала на рейку усилие от рулевого колеса, когда как другая — от элеткроусилителя. Так управление от водителя напрямую передавалось на колёса, а усилитель его только корректировал.
Специально для модели была разработана адаптивная система амортизации, которая, непрерывно управляя каждым колесом, обеспечивала исключительную устойчивость движения и поддерживала стабильную ровную езду. Используя несколько датчиков, система непрерывно отслеживала состояния автомобиля и в режиме реального времени изменяла силу демпфирования амортизаторов.
Мощные тормоза Brembo были специально разработаны для Civic Type R. Передние черытёхпоршневые тормозные механизмы взаимодействовали с вентилируемыми дисками диаметром 320 миллиметров, самыми большими из когда-либо применявшихся на модели. Совместно со специалистами компании Continental инженеры Honda специально для Civic создали новую шину, обеспечивающую улучшенное сцепление с дорогой и устойчивость в поворотах.
Каждый элемент уникального агрессивного вида этого спортивного автомобиля имел своё назначение. Широкий передний сплиттер и глубокие боковые юбки призваны регулировать воздушный поток, создавая прижимную силу на передней оси, а передний бампер специальной формы подавлял турбулентность вокруг передних колес, повышая устойчивость на высоких скоростях. Практически плоское днище подавало воздух на диффузор, снижающий подъёмную силу сзади. Форма антикрыла, прижимающего заднюю часть автомобиля к дороге, была тщательно оптимизирована с целью уменьшения его воздушного сопротивления.
Внутри ряд эстетических и функциональных обновлений, разработанных специально для нового Civic Type R, обеспечивал кокпит пригодный не только для вождения по трассе, но и повседневных поездок. Спортивные сиденья, рулевое колесо и рычаг переключения передач были дополнены специальными указателями на панели приборов. Они отображали ускорения автомобиля по всем четырём направлениям и положения педалей газа и тормоза, давления наддува, температуру двигателя, температуру и давления масла. Кроме того имелись таймеры, с помощью которых можно было замерить время разгона и прохождения круга.

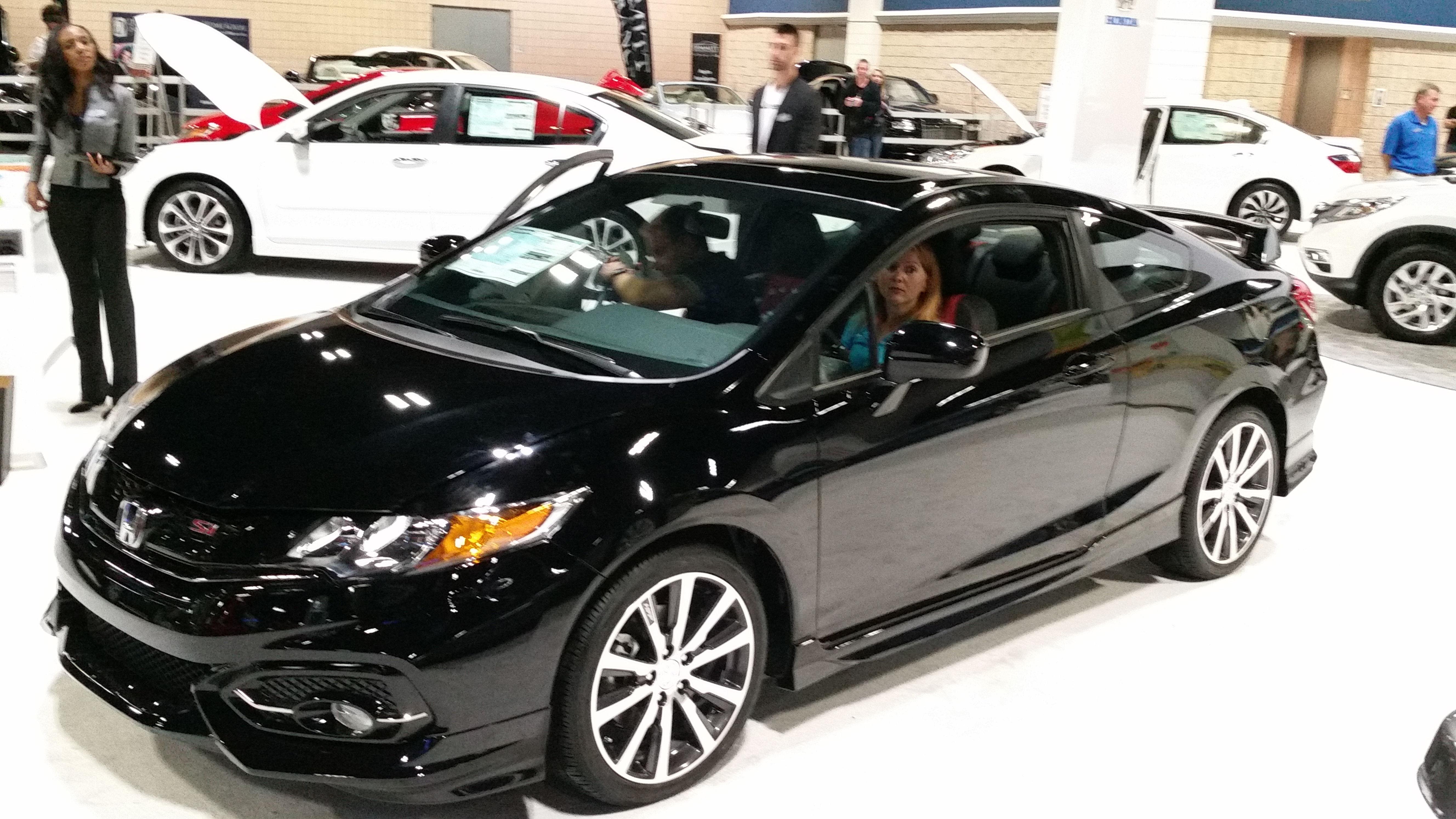
Купе Honda Civic Si с более агрессивным оформлением после обновления

Спортивные версии Civic Si американских седана и купе оснащались новым более мощным 2,4-литровым бензиновым двигателем. Он имел шестнадцатиклапанную конфигурацию с двумя верхними распредвалами (DOHC). Особая версия фирменной системы изменения фаз газораспределения VTEC обеспечивала двигателю хорошую тягу на низах в сочетании с высокой мощностью на пике оборотов. Два балансирных вала придавали исключительную мягкость работе этого четырёхцилиндрового мотора.
Двигатель агрегатировался со специальной короткоходной механической шестиступенчатой коробкой передач, оснащённой дифференциалом повышенного трения. Он помогал Civic Si мощно и уверенно разгоняться при выходе из поворота, поскольку оба колеса более равномерную передавали тягу на дорогу.
В подвеске спортивных моделей использовались перенастроенные амортизаторы и специальные более жёсткие пружины и стабилизаторы, благодаря которым автомобили стали ниже на четверть дюйма (примерно 6 миллиметров). Более «короткое» с уменьшенным передаточным отношением рулевое повысило точность управления, а дисковые тормоза «по кругу» с увеличенными тормозными дисками спереди обеспечили стабильность торможения.
Внешне спортивные автомобили отличались небольшим задним антикрылом на кромке багажника, 17-дюймовыми колёсами и хромированными патрубками выхлопных труб. Внутри, особая отделка салона была дополнена спортивными сиденьями, рулём с кожаной отделкой, алюминиевым с кожаной отделкой рычагом переключения передач и алюминиевыми педалями. На специальном экране рядом со спидометром отображался режим работы двигателя, подсказывая водителю, когда тот выходит на максимальную мощность, а указатель мгновенного расхода топлива способствовал его экономии, если это было нужно.  Обе модели оснащались премиальной аудиосистемой с семью динамиками, включая пару передних высокочастотников и 8-дюймовый сабвуфер в полке заднего окна.
В ходе планового обновления базовых моделей, спортивные Civic Si также получили более современный и агрессивный внешний вид с теперь уже большим задним антикрылом. Оба автомобиля, и седан и купе, стали использовать новые, специально для них разработанные 18-дюймовые колёса.
| Двигатели и трансмиссия | Двигатели и трансмиссия | Двигатели и трансмиссия | Двигатели и трансмиссия          | Двигатели и трансмиссия     | Двигатели и трансмиссия       | Двигатели и трансмиссия | Двигатели и трансмиссия |
| ----------------------- | ----------------------- | ----------------------- | -------------------------------- | --------------------------- | ----------------------------- | ----------------------- | ----------------------- |
|                         | рабочий объём, см³      | цилиндров/ клапанов     | мощность, л. с./ обороты, об/мин | момент, Нм/ обороты, об/мин | коробка передач               | модель                  | страна                  |
| K20C1                   | 1996                    | 4-цил./16-кл. DOHC      | 310/6500                         | 400/2500—4500               | шестиступенчатая механическая | Civic Type R            | Европа                  |
| K24Z7                   | 2354                    | 4-цил./16-кл. DOHC      | 201/7000                         | 230/4400                    | шестиступенчатая механическая | Civic Si                | Америка                 |

## Civic Hybrid

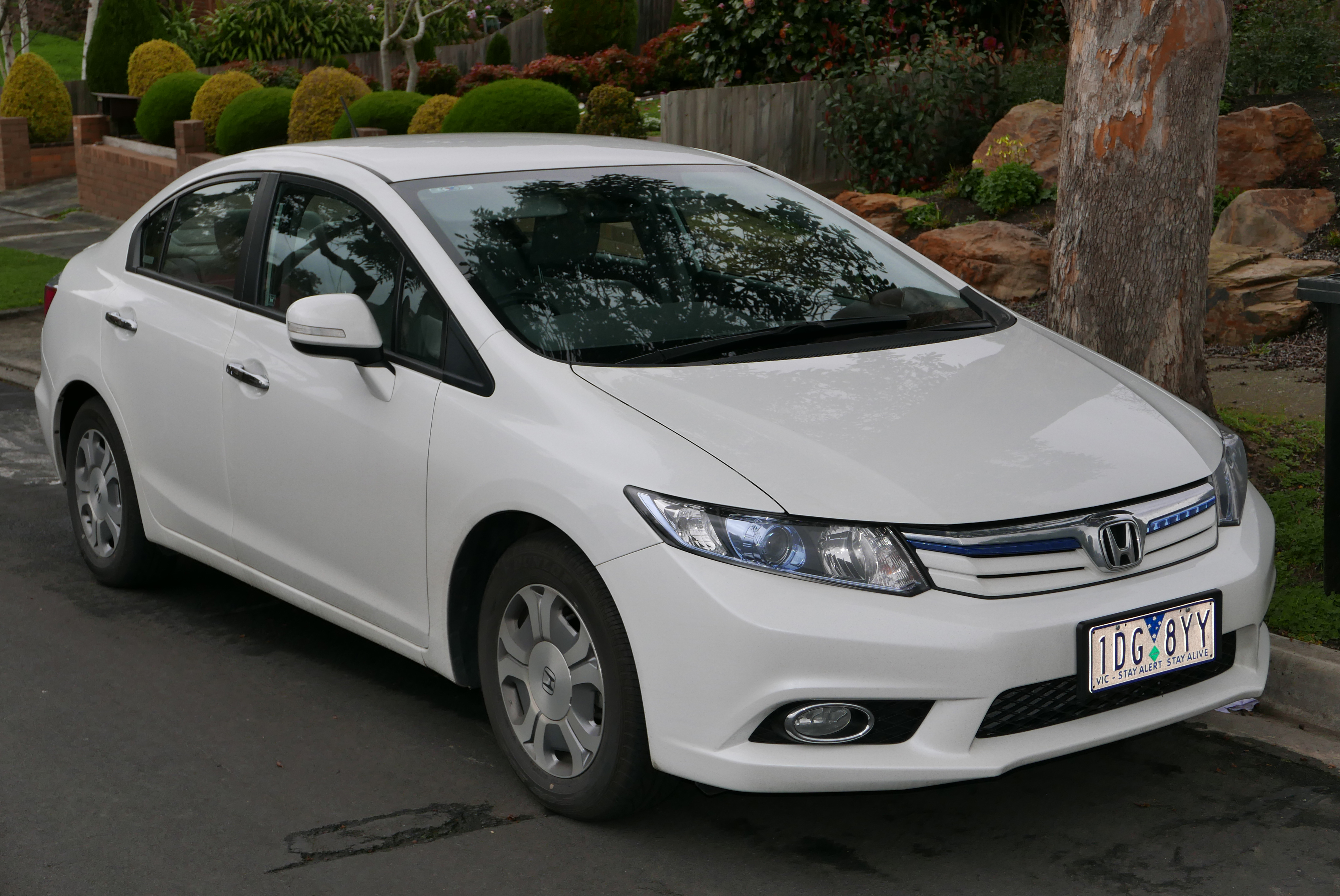
Honda Civic Hybrid

В фирменном электромеханическом приводе IMA гибридного седана Civic Hybrid между двигателем внутреннего сгорания и трансмиссией располагался электромотор, который добавлял тяги, когда это было необходимо и задействовался при рекуперативном торможении. Главным улучшением нового гибрида стало использование более совершенной литий-ионной аккумуляторной батареи. Кроме этого, оба мотора, и бензиновый, и электрический стали мощнее и эффективнее, при этом электромотор ещё и полегчал. Использование вариатора в трансмиссии помогало поддерживать обороты двигателя внутреннего сгорания в оптимальном диапазоне.
При разгоне двигатель и электромотор работали вместе. При движении с постоянной скорость автомобиль двигался, чаще всего, за счёт бензинового мотора. При торможении двигатель отключался, а электромотор работал как генератор, заряжая батарею. Для экономии топлива бензиновый двигатель отключался при остановке и запускался сам, как только водитель снимал ногу с педали тормоза.
Внешне гибридная модель отличилась оригинальным оформлением передней части с голубой полоской на решётке радиатора, фарами с голубым затенением и задними фонарями со светодиодными лампами стоп-сигнала. Новые наружные зеркала заднего вида и колёса выделяли эту модель среди других седанов Civic.
На верхнюю панель приборов гибрида выводилась информация о работе гибридной силовой установки, помогающая водителю подбирать более экономичный режим движения.
| Гибридный силовой привод       | Гибридный силовой привод | Гибридный силовой привод         | Гибридный силовой привод     |
| ------------------------------ | ------------------------ | -------------------------------- | ---------------------------- |
| Двигатель внутреннего сгорания |                          |                                  |                              |
| рабочий объём, см³             | цилиндров/ клапанов      | мощность, л. с./ обороты, об/мин | момент, Нм/ обороты, об/мин  |
| 1497                           | 4-цил./8-кл. SOHC        | 110*/5500                        | 172*/1000—3500               |
| Электромотор-генератор         |                          |                                  |                              |
| тип                            | напряжение, В            | мощность, л. с./ обороты, об/мин | момент, Н м/ обороты, об/мин |
| постоянного тока               | 108—172                  | 23/1546—3000                     | 106/500—1546                 |
| Аккумуляторная батарея         |                          |                                  |                              |
| тип                            | напряжение, В            | отдача, кВт                      |                              |
| литий-ионная                   | 144                      | 20                               |                              |
| * двигатель + электромотор     |                          |                                  |                              |

## Оценка
Тестируя новый седан Civic, корреспондент Авторевю был просто в восторге от обновлённого шасси. На второстепенных турецких дорогах с ямами и выбоинами автомобиль просто расцветал, позволяя ехать очень быстро и получать удовольствие от вождения. Другое открытие раздолбанных дорого — это то, что Civic стал намного тише. Обозревателя как и прежде восхищал двигатель своей тягой и отсутствием задержек при работе педалью газа. Особенно, с чётко работающей механической коробкой передач, хотя и «автомат» оказался не плох, работал мягко и с минимальными задержками. Что не понравилось, так это невзрачный внешний вид и разнофактурная отделка салона, которая, судя по опыту использования автомобилей предыдущих поколений, быстро стареет..
Другой корреспондент этого же издания, опробовав хетчбэк Civic нового поколения, сразу же отметил, что в автомобиле стало меньше «космоса». И во внешнем виде, его как будто бы «отфрезеровали» и в оформлении салона, который стал качественнее, но скучнее. Что сразу заметно в движении, так это возросший комфорт, Civic стал тише и плавнее. И у него отлично настроенные тормоза! При этом, автомобиль не стал медленнее, в чём обозреватель убедился напрямую сравнив новую модель с Civic предыдущего поколения

## Спорт
В марте 2015 года в ходе финальной доводки предпродажный прототип Civic Type R проехал круг на гоночном треке Нюрбургринга за 7 минут 50,63 секунды. Это стало рекордом того времени для переднеприводного автомобиля. Спортивный Civic был оборудован серийным двигателем со стандартными настройками, трансмиссия, повестка, тормоза и аэродинамический обвес кузова также полностью соответствовали подготовленной к производству модели. С автомобиля сняли кондиционер, пассажирское кресло и убрали аудиосистему, но взамен он был оборудован каркасом безопасности. Двигался Civic Type R на тех же 19-дюймовых шинах, которые устанавливались на продаваемую модель.
Далее уже серийные автомобили без каких-либо изменений и настроек установили ряд рекордов на знаменитых европейских гоночных трассах в Сильверстоуне, Спа-Франкоршам, Монце, Эшториле и на Хунгароринге.